# 김기범 (축구인)
김기범(1976년 8월 14일 ~ )은 대한민국의 축구 선수이며, 포지션은 미드필더이다.